# أحمد قطان
أحمد بن عبد العزيز قطان مستشار بالديوان الملكي السعودي بمرتبة وزير منذ 13 يناير 2022. عمل سابقا وزير الدولة لشؤون الدول الإفريقية بمرتبة وزير بالمملكة العربية السعودية والسفير السعودي السابق بجمهورية مصر العربية, ولد أحمد قطان بمكة المكرمة في 12 صفـر عـام 1373هـ الموافق 20 أكتوبـر عام 1953م وعين بعد أن أصدر العاهل السعودي الملك سلمان بن عبد العزيز بتاريخ 27 فبراير 2018 مرسوماً ملكياً بتعيين أحمد قطان وزير الدولة لشؤون الدول الإفريقية بمرتبة وزير.

## الحياة العلمية
حصل على درجة البكالوريوس من جامعة القاهرة عام 1978م في مجال الاقتصاد وإدارة أعمال.

## الحياة العملية
- التحق بوزارة الخارجية عام 1978م.
- عمل في سفـارة خادم الحرمين الشريفين في لندن من عام 1982م إلى عام 1983م.
- عمل في سفارة خادم الحرمين الشريفين في واشنطن من عام 1984م إلى عام 2005م.
- شارك منذ عام 1984م وحتى عـام 2005م في جميـع دورات الأمم المتحدة في نيويورك.
- شارك في كافة القمم العربية منذ عام 2005م ( الجزائر ـ الخرطوم ـ الرياض ـ دمشق ـ الدوحة ـ سرت ـ بغداد ).
- شارك في القمة الاقتصادية عام 2009م بالكويت.
- شارك في القمة الاستثنائية بسرت عام 2010م.
- شارك في القمة الاقتصادية عام 2011م.
- أول دبلوماسي سعودي يجمع بين منصب سفير خادم الحرمين الشريفين لدى جمهورية مصر العربية ومنصب المندوب الدائم للمملكة العربية السعودية لدى جامعة الدول العربية.

## المناصب
- نائب صاحب السمو الملكي الأمير بندر بن سلطان بن عبد العزيز من عام 2002م حتى عام 2005م.[3]
- مراقب المملكة العربية السعودية الدائم لدى منظمة الدول الأمريكية من عام 1996م وحتى عام 2005م.
- مندوب دائم للمملكة العربية السعودية لدى جامعة الدول العربية في فبراير عام 2005م حتى الآن.
- رئيس وفد المملكة العربية السعودية في القمة العربية التي عقدت في دمشـق عام 2008م.
- رأس وفـد المملكة في الاجتماع الخامس لكبار المسؤولين في الدول العربية ودول أمريكا اللاتينية الذي عقد بالدوحة عام 2009م.
- كان نائباً لرئيس اللجنة الاستشارية للأونروا في الاحتفال باليوم العالمي للتضامن مع الشعب الفلسطيني والذكرى الستين لإنشاء الأونروا عام 2009.
- صدر الأمر السامي الكريم بتاريخ 28 فبراير 2011 بتعيينه سفيراً لخادم الحرمين الشريفين لدى جمهورية مصر العربية بالمرتبة الممتازة.
- رئيس وفد المملكة العربية السعودية في القمة العربية التي عقدت في بغداد عام 2012م.[4]
- مستشار بالديوان الملكي السعودي منذ 13 يناير 2022م.[1][5]